# Tecnam P2006T

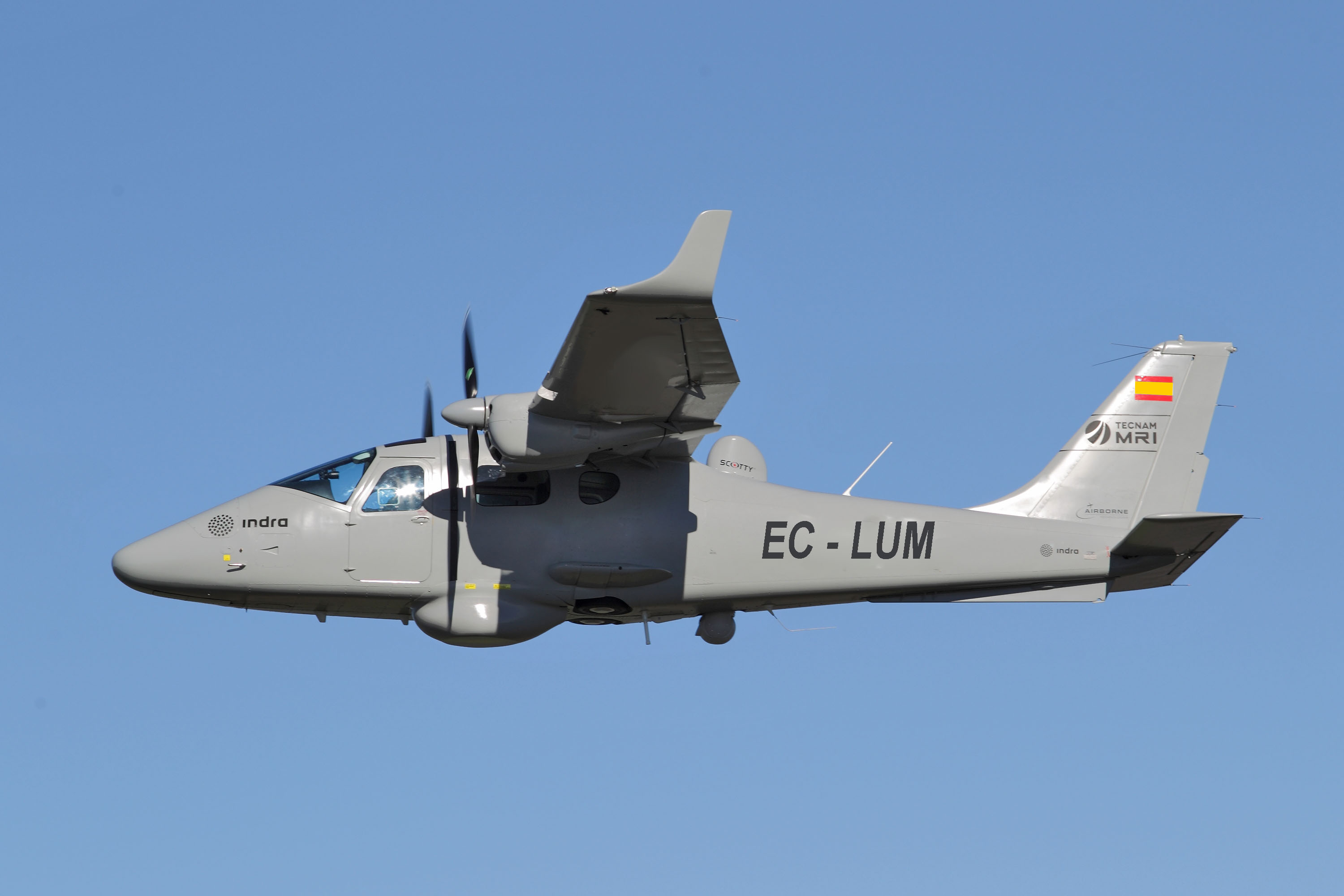
P2006T MRI, versió militar de reconeixement i patrulla del Tecnam P2006T

El Tecnam P2006T és un avió lleuger bimotor dissenyat per l'empresa aeronàutica italiana Costruzioni Aeronautiche Tecnam. Compta amb una configuració amb ala alta i 4 places, i va realitzar el seu primer vol el 13 de setembre de 2007.

## Variants
P2006T
Versió estàndard civil.
P2006T MRI
Versió militar de patrulla Multi-sensor Reconeixement i Identificació.

## Especificacions (P2006T)

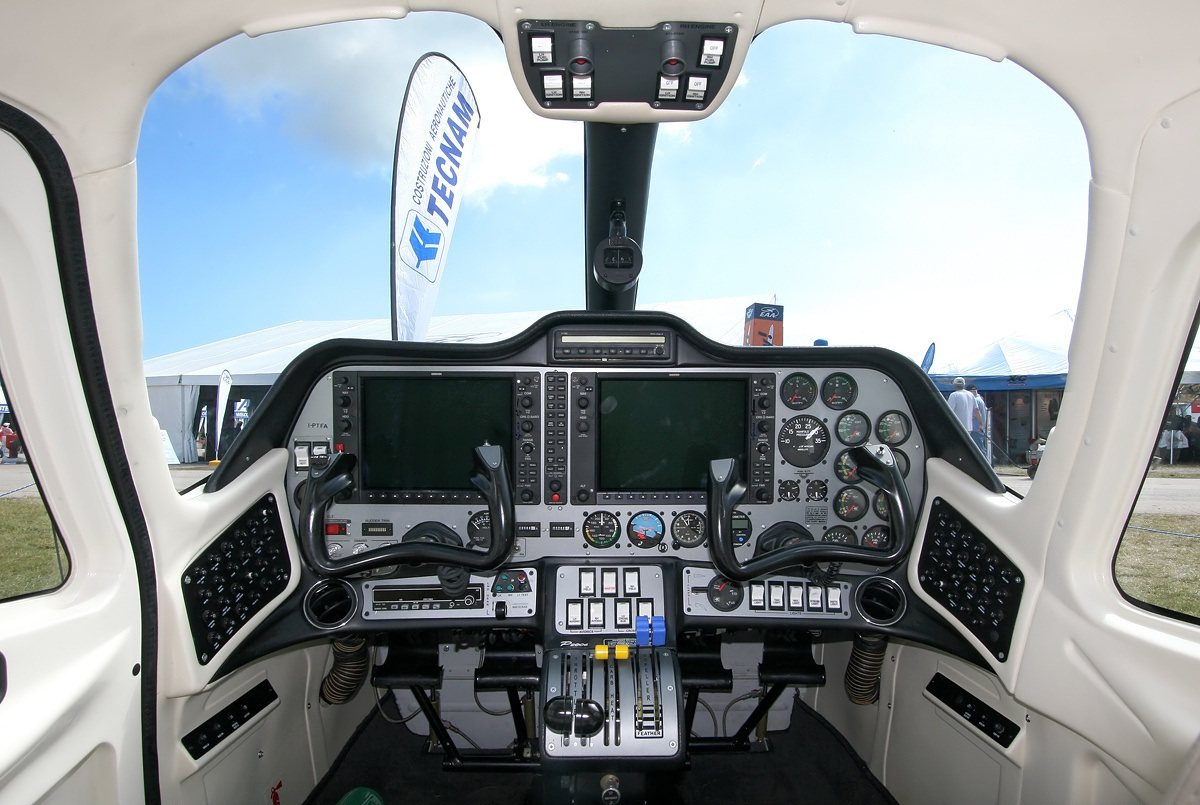
Cabina de pilotatge de vidre d'un P2006T

Dades de Tecnam
Característiques generals
- Tripulació: 1
- Capacitat: 4 (incloent el pilot)
- Càrrega útil: 411 kg
- Longitud: 8,7 m
- Envergadura: 11,40 m
- Alçada: 2,90 m
- Superfície de l'ala 14,8 m²
- Pes buit: 819 kg
- Pes màxim d'enlairament: 1.230 kg
- Motors: 2×  4 cilindres oposats amb refrigeració combinada líquida/per aire Rotax 912 S3, 100 cv x 2   cada un
- Hèlixs: MT de 2 pales i velocitat constant

 Rendiment 
- Velocitat de creuer: 150 nusos (278 km/h)
- Velocitat d'entrada en pèrdua: 55 nusos (102 km/h)
- Abast: 1.239 km
- Sostre de servei: 14.000 peus (7.267 m)
- Ràtio d'ascens: 1.036 peus/min (5,3 m/s)

### Models semblants
- Diamond DA42

### Altres dissenys de Tecnam
- Tecnam P2002 Sierra
- Tecnam P2008